# Henrik Schmiegelow
Henrik Schmiegelow (* 29. Januar 1941 in Rostock) ist ein deutscher Diplomat im Ruhestand. Er war von 2001 bis 2006 Botschafter in Japan an der dortigen deutschen Botschaft in Tokio. Zuvor hatte er seit 1996 die außenpolitische Abteilung im Bundespräsidialamt geleitet.

## Leben
Die Mutter von Henrik Schmiegelow, Marie Luise Schmiegelow, war mit ihrer Familie im Jahr 1953 aus der Stadt Güstrow in die Bundesrepublik geflüchtet. Einige wertvolle Gegenstände konnten bei der örtlichen Diakonie sichergestellt werden.
Henrik Schmiegelow ist verheiratet mit Michèle Schmiegelow; sie haben zusammen zwei Söhne. Die Ehefrau ist Dozentin an der Katholische Universität in Neu-Löwen.
Schmiegelow studierte von 1961 bis 1967 Jura an den Universitäten Marburg, Genf und Hamburg. Im Jahr 1967 legte er die Erste juristische Staatsprüfung am Hanseatischen Oberlandesgericht Hamburg ab, wo er auch das Rechtsreferendariat von 1967 bis 1972 absolvierte. Parallel studierte er von 1968 bis 1969 Wirtschafts- und Verwaltungswissenschaft an der École nationale d’administration (ENA) in Paris und von 1970 bis 1971 Politik- und Wirtschaftswissenschaften an der University of Virginia Law School, das er 1973 mit dem Titel Master of Laws abschloss. Im Jahr 1972 legte er die Zweite juristische Staatsprüfung in Hamburg ab.
Von 1972 bis 1973 nahm Schmiegelow am Vorbereitungskurs für den Höheren Auswärtigen Dienst in der Aus- und Fortbildungsstätte des Auswärtigen Amts in Bonn-Ippendorf teil. Parallel belegte er 1973 einen Japanischkurs an der Universität Bonn.
Sein erster Auslandsposten führte ihn von 1974 bis 1977 als Wirtschaftsreferent an der Botschaft Tokio. Es folgte von 1977 bis 1980 ein Einsatz als Pressereferent an der Botschaft Colombo (Sri Lanka). Zurück in der Zentrale des Auswärtigen Amts war er von 1980 bis 1984 als Personalreferent eingesetzt.
Es folgte von 1984 bis 1987 ein Einsatz als politischer Referent an der Botschaft Washington (Vereinigte Staaten). Während eines erneuten Einsatzes im Auswärtigen Amt wurde er von 1987 bis 1990 mit der stellvertretenden Leitung des Referats Zentralamerika und Karibik beauftragt.
Im Jahr 1991 wurde Schmiegelow in das Bundespräsidialamt versetzt, wo er zunächst bis 1996 Leiter des Planungsstabes war. Von 1996 bis 2001 fungierte er als Leiter der außenpolitischen Abteilung und war außenpolitischer Berater der Bundespräsidenten Herzog und Rau.
Im November 2001 wurde er zum außerordentlichen und bevollmächtigten Botschafter in Japan bestellt. Von dort aus ging er im Jahr 2006 in den Ruhestand.
Nach seiner diplomatischen Laufbahn arbeitete er zunächst an der Universität Bremen, dann übernahm er eine Professur an der Universität Genua.
Henrik und Michèle Striegelow sind aktiv in der Marie Luise Schmiegelow-Stiftung, die sich der Kunst und Kultur, Wissenschaft und Forschung sowie dem Naturschutz widmet.
Nach Erreichung des Ruhestandsalters haben die beiden die Beratungsfirma Schmiegelow Partner GmbH gegründet. Diese konzentriert sich auf die Arbeit im Auswärtigen Amt, im Bundespräsidialamt bzw. an der Universität Löwen und am Global Economic Strategy Center mit den Schwerpunkten: Probleme der Außenpolitik, Wirtschaftspolitik, Unternehmensstrategien, Entwicklungs- und Transformationspolitik, Umweltschutz und Standortwerbung. Ihre Erfahrungen führten zur Methode des „Strategischen Pragmatismus“, die sich an transkulturellen ethischen Standards orientiert. Regelmäßig erscheinen ihre eigenen Veröffentlichungen zum Thema in Fachzeitschriften oder als gesonderte Broschüren.

## Veröffentlichungen (Auswahl)
Insgesamt hat Henrik Schmiegelow 14 umfangreichere fachliche Ausarbeitungen veröffentlicht.
- Henrik Schmiegelow: Institutional Competition between Common Law and Civil Law. Theory and Politic. Springer, 2014 (beck-shop.de)., e-Book.
- Henrik Schmiegelow, Michèle Schmiegelow: Strategic Pragmatism. Japanese Lessons in the Use of Economic Theory. Praeger, 1989 (englisch, hugendubel.de).
- Henrik Schmiegelow: Japans Aussenwirtschaftspolitik, merkantilistisch, liberal oder funktionell? Mitteilungen des Instituts für Asienkunde Hamburg; Nr. 118. Hamburg, Inst. für Asienkunde, 1981, ISBN 3-921469-77-5 (zvab.com).